# Chupón

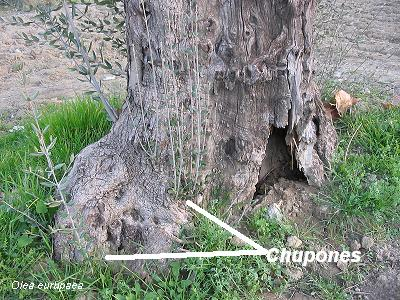
Varetas.

En horticultura, jardinería y viticultura se denomina chupón al vástago que brota de las ramas principales, en el tronco de los árboles. Al que brota en las raíces se le denomina pollizo o vareta.
El consumo energético de los chupones es muy alto y popularmente está denominación procede de esa característica. 
El chupón puede resultar perjudicial tanto en la producción como en la salud de los árboles. En agricultura se llevan a cabo podas selectivas para anular los chupones.

## Por árboles
Los tallos improductivos del olivo se denominan "ramón" y a través de estas podas selectivas se regula el crecimiento vegetativo del olivo.
El roble melojo (Quercus pyrenaica) se caracteriza por emitir un gran número de varetas, que proporcionan una especial densidad a sus bosques. Debido a esta peculiaridad, la especie ha recibido también el nombre de Quercus stolonífera.